# Rumex thyrsoides
Rumex thyrsoides är en slideväxtart som beskrevs av René Louiche Desfontaines. Rumex thyrsoides ingår i släktet skräppor, och familjen slideväxter. Inga underarter finns listade i Catalogue of Life.